# ریشه‌یابی درخت کهن
ریشه‌یابیِ درخت کهن کتابی پژوهشی از بهرام بیضایی است از سالِ ۱۳۸۲. بیضایی در این پژوهش همانندیِ داستانِ بنیادینِ (قاب) هزارویک شب و داستانِ «پادشاهی ضحّاک» را بررسیده و با سنجشِ عناصرِ داستان‌ها به سرچشمهٔ مشترکشان اشاره و دگرگونیِ داستانی را تفسیر کرده است.

## متن
کتاب سالِ ۱۳۸۲، پس از نمایشِ شب هزارویکُم، نوشته شد و اردیبهشتِ سالِ بعد توسّطِ انتشاراتِ روشنگران و مطالعات زنان منتشر شد. سالِ ۱۳۸۴ نسخهٔ اوّلیهٔ هزارافسان کجاست؟ همچون «پیوست‌های همان کتاب» نوشته شد.

## موضوع
بیضایی در پیشگفتارِ کتاب توضیح داده که اندیشهٔ همانندیِ داستانِ بنیادینِ هزارویک شب با داستانِ «پادشاهی ضحّاک» با خواندنِ دیباچهٔ علی‌اصغر حکمت بر هزارویک شبِ طسوجی در دههٔ ۱۳۴۰ در ذهنش پیدا شده بوده است.
«بیضایی در این کتاب کوشیده است تا با جستجو در اسطوره‌های هندوایرانی، شهرزاد و دین‌آزاد و شهریار را با شهرناز و ارنواز و ضحاک (اژیدَهاک) تطبیق دهد.» با بررسی ریشه کتاب هزار و یک شب با ذکر شواهد و دلایل و مقایسهٔ نقل و ترجمه‌های موجود می‌نویسد:
«داستان مادر (یا بنیادین) هزار و یک شب − اگر بدفهمی‌های احتمالی گزارشگران قرن چهارم ه‍.ق را ندیده بگیریم − عیناً همان داستان مادر کتاب نابودشدهٔ «هزار افسان» است که به نظر می‌رسد − اگرنه زودتر، نهایتاً − در قرن سوم هجری از پهلوی (یا فارسی) با نام «الف لیله و لیله» به عربی ترجمه شده بوده (است).»
بعداً فریدون جنیدی هم نظری مشابهِ نظرِ بیضایی دربارهٔ یکسانی ریشه‌های داستانِ ضحاک و داستانِ شهرزاد و شهریار داد.